# Mark Thomson (Physiker)

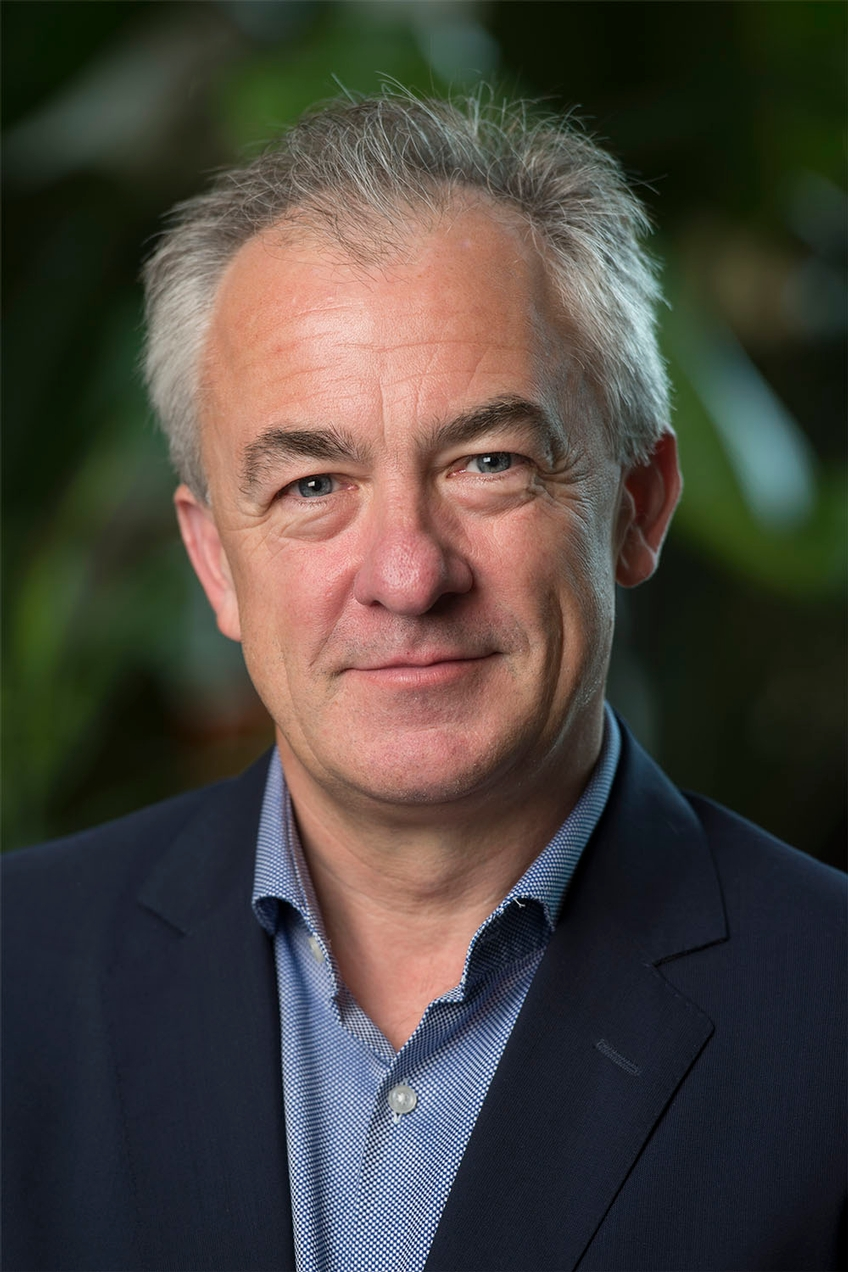
Mark Thomson (2024)

Mark Thomson (* 28. April 1966) ist ein britischer Teilchenphysiker und ab 2026 Generaldirektor des CERN. Er ist Professor für Experimentelle Teilchenphysik am Cavendish-Laboratorium der Universität Cambridge und Fellow am Emmanuel College, Cambridge. Thomson ist Delegierter des Vereinigten Königreichs beim CERN-Rat, beim Rat der Europäischen Spallationsquelle ERIC und Mitglied des Rates des Square Kilometre Array Observatoriums (SKAO). Ende 2024 wurde Thomson vom CERN-Rat zum nächsten Generaldirektor des CERN bestimmt. Er soll am 1. Januar 2026 das Amt von Fabiola Gianotti übernehmen.

## Leben
Thomson wurde 1991 an der Universität Oxford in Astroteilchenphysik promoviert. Von 1992 bis 1994 war Thomson wissenschaftlicher Mitarbeiter am University College London. 1994 bis 2000 wirkte er zunächst als CERN Fellow und später als ordentlicher Mitarbeiter am CERN am OPAL Experiment des LEP an Präzisionsmessungen der Eigenschaften der W- und Z-Bosonen mit.
Seit 2000 ist Thomson an der Universität Cambridge tätig, zunächst als Lecturer (2000–2004), dann als Reader (2004–2008) und seit 2008 als Professor für experimentelle Teilchenphysik am Cavendish-Laboratorium. Seine Forschungsschwerpunkte sind Neutrinophysik, Elektroschwache Wechselwirkung und Detektorentwicklung für zukünftige Beschleuniger. Von 2015 bis 2018 war Thomson Vize-Sprecher des Deep Underground Neutrino Experiments (DUNE). Darüber hinaus arbeitete er an den Experimenten ATLAS, MINOS und MicroBooNE und den geplanten Beschleunigern ILC und CLIC.

## Schriften
Mark Thomson hat an über 1000 in wissenschaftlichen Zeitschriften veröffentlichten Artikeln mitgewirkt. Er hat das Lehrbuch "Modern Particle Physics" verfasst.